# Lonchocarpus leucanthus
Rabo duro, rabo de macaco, rabo-itá, conapi, pacal o kumu (Lonchocarpus leucanthus)  es un árbol maderable,  perteneciente a la familia de las Fabaceae (leguminosa). Es nativa de las selvas tropicales de Perú, Paraguay, Brasil, Argentina, Bolivia, Guyana, en hábitats de 100 a 1800 m s. n. m.

## Descripción
Forma masas arbóreas medias, densas con Allophylus edulis, Luehea divaricata, Helietta apiculata, en tres estratos de alturas entre 3-4 m, 4-10 m y 10-20 m, cubriendo de 25-50 % para los dos estratos más altos y cobertura de 15 a 25 % para el resto.

## Sinonimia
Lonchocarpus albiflorus